# Lorenzo Gómez
Lorenzo Gómez (El Ejido, 1972) es historietista y diseñador gráfico español.

## Biografía
Tras ganar en 2001 el Primer Premio de Cómic concedido por Injuve, se da a conocer con su serie 10 razones por las que odio trabajar en publicidad publicada entre las páginas de la revista TOS. Desde entonces ha realizado historietas cortas para otras publicaciones como Dos Veces Breve, Mundos de papel, Tebeolandia, NSLM, HUMO o "El Manglar". 
El diario sentimental de Julián Pi (Astiberri, 2003) le sirvió para estar nominado a varios premios en diferentes certámenes de cómic. Ha colaborado también con Manuel Bartual en la serie Reflexiones de un oficinista, publicada por entregas en la revista TOS.

## Tebeografía básica
- El diario sentimental de Julián Pi. Astiberri, 2003.